# Rybák chilský
Rybák chilský (Sternula lorata) je malý jihoamerický druh rybáka z rodu Sternula.

## Popis
Rybák chilský se podobá ostatním malým rybákům rodu Sternula, zvláště rybáku malému, od něhož se liší celkově šedým zbarvením (mimo hřbetu a křídel také spodina těla, kostřec a ocas). V prostém šatu má bíle proužkované temeno a bělavou spodinu s nezřetelným šedým nádechem na hrudi. Nohy jsou hnědožluté, zobák žlutý s černou špičkou.

## Rozšíření
Hnízdí na tichooceánském pobřeží Jižní Ameriky od severního Peru po severní Chile. Pohyby mimo hnízdění nejsou dobře známy, ptáci byli zaznamenáni na sever po Ekvádor. Jeho areál je silně ohrožen řadou vlivů (vymizení lovených druhů ryb, stavba pobřežní dálnice, budování průmyslových zón, jízda čtyřkolkami po plážích), díky kterým byla jeho celosvětová populace redukovaná na 1 000 až 2 499 jedinců.